# Nedovršeni portret
Nedovršeni portret (izdan 1934.) je poluautobiografski ljubavni roman Agathe Christie. To je njen drugi roman potpisan pod imenom Mary Westmacott.
Sjajni ljubavni romani potpisani imenom misteriozne Mary Westmacott koji su naišli na odličan prijem kako kod publike, tako i kod kritike, izašli su, zapravo ispod pera Agathe Christie. Ista književna imaginacija koja je smišljala najneobičnija ubojstva i vodila nas kroz zapetljane labirinte mračnih ljudskih poriva umijela je i da iznudi i podjednako uzbudljive tvorevine o onoj drugoj, svjetlijoj strani čovjekove prirode, o njegovim istančanim emocionalnim stopama, o dramama, što prethode iz treperavog odnosa među spolovima.
Ovo je jedan od šest sjajnih ljubavnih romana, koje je Agatha Christie, pod imenom Mary Westmacott, napisala u najboljoj tradiciji engleske proze ove vrste.

## Radnja
Larraby ima osjećaj da je zarobljena u životu s troje ljudi koje smatra najdrađim - majkom, mužem i kćerkom i na granici je samoubojstva. Onda, jedne noći na egzotičnom otoku upoznaje Larrabya, uspješnog slikara, portretistu i tijekom te noći u dugom razgovoru otkriva da se plaši da sebi pruži drugu šansu za sreću s nekim drugim i da još uvijek nije dovoljno hrabra da se suoči sama sa sobom. Može li Larraby pomoći Celii da se izbori s prošlosću?...